# 스카이 트래블
스카이트래블(skyTravel)은 대한민국의 방송채널 사용사업자인 스카이라이프TV가 운영했던 여행 전문 텔레비전 채널이다.
2010년 4월 1일 개국과 함께 국내 유일의 HD 여행전문 채널답게 축제,문화,휴양지등 국내는 물론 해외 여행에 관한 모든 정보를 24시간 제공하고 있다.
채널T의 목표는 HD프로그램을 통해 “또 하나의 한류물결”을 만드는 것이다. 우리나라를 아시아의 대표관광국으로 만들 수 있는 ‘명품 관광 콘텐츠’를 제작, 아시아의 다양한 채널을 통해 방송하는 ‘One Asia Tour Korea’를 실현할 예정이다.
한편, 채널T는 전 세계 7,300만 가구에 송출 중인 영국의 여행채널인 Eden과 제휴해 세계의 유명 휴양지와 문화, 호텔, 음식 등을 연간 브랜디드 블록(Branded block)으로 편성할 예정이다. “Weekend in Europe”, “Luxury Travel”, “Mexico in Mexico”, “Journey into wine” 등 국내에서 처음 선보이는 명품 프로그램으로 전문성을 키워갈 예정이다.
2014년 8월 1일 채널T에서 스카이 트래블로 채널명을 변경했지만, 2020년 9월 14일자로 오라이프(OLIFE)로 채널명이 바뀐 상태이다. SKY, NQQ, 원스(ONCE)로 바뀐 지 6개월만에 skyTravel마저 채널명이 바뀐 관계로 인해 'sky'라는 이름을 가진 채널은 SKY와 skyUHD, skySports만 남아 있는 상태이다.

## 프로그램

### 자체 제작
- 윤하, 일본을 담다
- 4부작 로드다큐멘터리 'Dreams come true'
- 문명기행
- 러브 크로아티아
- 여자친구가 사랑한 유럽
- VIXX가 사랑한 아시아

### 외부 편성
- 스카이 펫파크 프로그램 : 윤형빈의 팔도견문록, 스타 펫 트래블 (광희 in Japan, 바다 in UK)
- 걸어서 세계속으로
- 세계테마기행
- 영상앨범 산